# Distretto di Butha-Buthe
Butha-Buthe è uno dei 10 distretti che costituiscono il Lesotho.

## Circoscrizioni e Comunità
Il distretto consta di 5 circoscrizioni e 10 comunità:
- Circoscrizioni:
  - Butha-Buthe
  - Hololo
  - Mechachane
  - Motete
  - Qalo
- Comunità:
  - Kao
  - Likila
  - Linakeng
  - Lipelaneng
  - Liqobong
  - Makhunoane
  - Moteng
  - Ntelle
  - Sekhobe
  - Tša-le-Moleka